# André Curvale
André Curvale (Néris-les-Bains, 10 maggio 1904 – Oloron-Sainte-Marie, 23 febbraio 1973) è stato un aviatore e militare francese, pilota da caccia durante la Seconda guerra mondiale ma più noto per essere stato collaudatore della Société des avions Marcel Bloch e in seguito per aver ricoperto importanti ruoli amministrativi nella rifondata Dassault Aviation del dopoguerra.

## Biografia
Curvale inizia a collaudare i prototipi Bloch effettuando il suo primo volo l'8 giugno 1934 a Villacoublay, assieme a René Vaudequin, ai comandi di un Bloch MB 130. In seguito porterà in volo per la prima volta il Bloch MB 210 il 24 novembre 1934, il Bloch MB 300 Pacifique assieme Jean Lapeyre il 16 novembre 1935, il Bloch MB 150 il 18 giugno 1937 e il SNCASE SE-161 Languedoc, sempre a Villacoublay.
Durante l'occupazione nazista, il 17 ottobre 1939 fonda assieme a Marcel Bloch, Henri Deplante e Claude de Cambronne, l'azienda aeronautica Bordeaux-Aéronautique.
Assume in seguito l'incarico di capo collaudatore e ingegnere responsabile del reparto prove della Bloch, inoltre diventa direttore generale degli stabilimenti Marcel Bloch, a Talence dal 1939 al 1950, continuando a mantenere l'incarico dopo la fondazione della Société Villaroche base aérienne Marcel Dassault, negli stabilimenti di Mérignac, dal 1950 al 1969.
Alla sua memoria è intitolata una piazza a Talence e una via a Mérignac.